# Weta

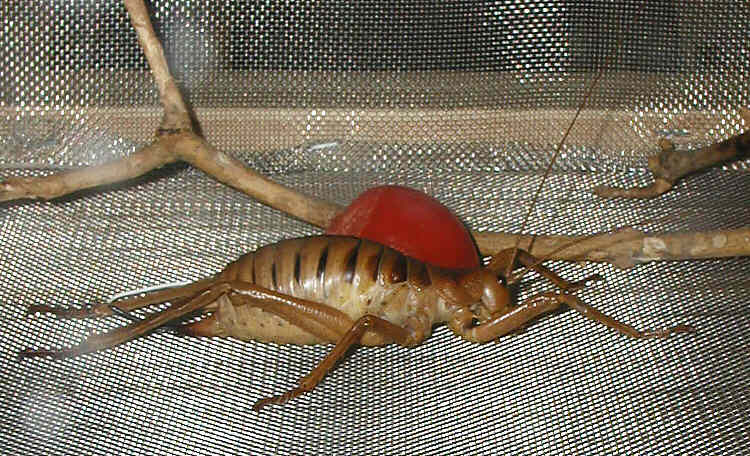
Deinacrida fallai

Weta – w szerokim znaczeniu – zbiorcza nazwa nadawana ponad 70 gatunkom dużych owadów prostoskrzydłych (szarańczaków) z rodzin Anostostomatidae i Rhaphidophoridae. W węższym znaczeniu jest to rodzaj Weta opisany przez Choparda w 1923. W języku polskim pod tą nazwą opisywane są gatunki z rodzaju Deinacrida.
Owady określane nazwą weta są gatunkami reliktowymi (przetrwały w niezmienionej formie od niemal 200 milionów lat) i endemicznymi, występującymi jedynie na Nowej Zelandii. Nazwa pochodzi od maoryskich słów „wētā punga“, oznaczających „bóstwo brzydoty“.

## Wymiary
Wety są dużymi owadami – największe gatunki, należące do rodzaju Deinacrida, osiągają długość 10 cm (wliczając czułki i odnóża, może ona przekraczać 30 cm) i ważą nawet 70 gramów.

## Etologia
Wety zajmują w swoich ekosystemach pozycję zbliżoną do myszy i szczurów, które nie występowały na Nowej Zelandii do momentu pojawienia się tam człowieka. Górskie wety (Hemideina maori) są w stanie przeżyć w temperaturze -10 °C – gdy zamrożeniu uległo ponad 75% płynów w ciele owada, ponieważ ich hemolimfa zawiera specjalne białka, zapobiegające tworzeniu się kryształków lodu w komórkach owadów.